# 1988 NBA Expansion Draft
Rozszerzający draft odbył się 23 czerwca 1988 r., z okazji przyjęcia do ligi NBA nowych klubów - Miami Heat i Charlotte Hornets. Kluby wybrały z pozostałych drużyn, odpowiednio, 12 i 11 zawodników.

## Miami Heat
| Zawodnik          | Pozycja | Narodowość        | Poprzednia drużyna   |
| ----------------- | ------- | ----------------- | -------------------- |
| Arvid Kramer      | PF-C    | Stany Zjednoczone | Dallas Mavericks     |
| Billy Thompson    | SF      | Stany Zjednoczone | Los Angeles Lakers   |
| Fred Roberts      | PF      | Stany Zjednoczone | Boston Celtics       |
| Scott Hastings    | C       | Stany Zjednoczone | Atlanta Hawks        |
| Jon Sundvold      | SG      | Stany Zjednoczone | San Antonio Spurs    |
| Kevin Williams    | PG      | Stany Zjednoczone | Seattle SuperSonics  |
| Hansi Gnad        | C       | Niemcy            | Philadelphia 76ers   |
| Darnell Valentine | PG      | Stany Zjednoczone | Los Angeles Clippers |
| Dwayne Washington | PG      | Stany Zjednoczone | New Jersey Nets      |
| Andre Turner      | PG      | Stany Zjednoczone | Houston Rockets      |
| Conner Henry      | SG      | Stany Zjednoczone | Sacramento Kings     |
| John Stroeder     | PF      | Stany Zjednoczone | Milwaukee Bucks      |

## Charlotte Hornets
| Zawodnik         | Pozycja | Narodowość        | Poprzednia drużyna     |
| ---------------- | ------- | ----------------- | ---------------------- |
| Dell Curry       | SG      | Stany Zjednoczone | Cleveland Cavaliers    |
| Dave Hoppen      | C       | Stany Zjednoczone | Golden State Warriors  |
| Tyrone Bogues    | PG      | Stany Zjednoczone | Washington Bullets     |
| Mike Brown       | PF-C    | Stany Zjednoczone | Chicago Bulls          |
| Rickey Green     | PG      | Stany Zjednoczone | Utah Jazz              |
| Michael Holton   | PG      | Stany Zjednoczone | Portland Trail Blazers |
| Michael Brooks   | PF      | Stany Zjednoczone | Denver Nuggets         |
| Bernard Thompson | SG-SF   | Stany Zjednoczone | Phoenix Suns           |
| Ralph Lewis      | SG      | Stany Zjednoczone | Detroit Pistons        |
| Clinton Wheeler  | PG      | Stany Zjednoczone | Indiana Pacers         |
| Sedric Toney     | PG      | Stany Zjednoczone | New York Knicks        |